# Agelanthus keilii
Agelanthus keilii é uma espécie de planta hemiparasita da família Loranthaceae, nativa do Ruanda, Tanzânia e Burundi.

## Descrição
Uma descrição da planta é dada por et al Govaerts.

## Ameaças
Os lugares em que A. keilii foi encontrada estão todos desprotegidos. O seu habitat está diminuindo devido à conversão de bordas de florestas em pastagens para a agricultura e colheita de lenha.